# 班觉扎西
班觉扎西（藏語：དཔལ་འབྱོར་བཀྲ་ཤིས་，威利转写：dpal 'byor bkra shis，1454年—1526年）藏族，西藏昌巴萨（工布萨嘎尔曲康）人，第二世德木活佛。

## 生平
藏历木狗年（1454年），班觉扎西生于尼羊河畔的昌巴萨（工布萨嘎尔曲康）。这个地方山青水秀，风景很美。他曾拜教主根敦嘉措为师，还曾在哲蚌寺洛色林札仓向第十五任甘丹赤巴班青索南扎巴学习。他在显宗因明学等方面很有研究，是第一世帕巴拉活佛的著名弟子。
1526年，班觉扎西圆寂，享年73岁。